# 內江路
內江路是中華人民共和國上海市楊浦區一條南北走向道路，北起控江路，南至楊樹浦路，全長2200米。1904年，當局就規劃在今內江路路段修建道路。內江路的涼州路以南路段曾名為密岳路。1915年更名為內江路，路名來自於四川內江。